# Ichiban興奮演唱會
《Ichiban興奮演唱會》，是香港女子演唱團體Twins首次舉辦的演唱會。
從2002年9月13日一連三場於香港紅磡體育館開始，至2003年1月19日於廣州天河體育中心體育場作為最終場结束本次巡演，而此次巡演場次總共有5場演出。
在此演唱會上，Twins邀請了多位樂壇好友出席及合唱，包括她們的師兄陳奕迅、謝霆鋒、師姐容祖兒、薛家燕等，合唱多首名曲。
蔡卓妍以时年19岁年龄成为史上最年轻在红馆开演唱会的香港艺人，及历时最短(只有483天)由出道以至能够在香港体育馆举行个人演唱会的女子团体。
注：该演唱会原定为罗文演唱会，由于当时罗文肝癌病重无法开唱，主办机构决定把此档期让给同一唱片公司的twins。

## 巡演地点
| 日期          | 城市 | 國家 | 地點               | 表演嘉賓                                    |
| ------------- | ---- | ---- | ------------------ | ------------------------------------------- |
| 第一階段      |      |      |                    |                                             |
| 2002年9月13日 | 香港 | 香港 | 紅磡體育館         | 陳奕迅、葉蒨文、容祖儿 張衛健               |
| 2002年9月14日 | 香港 | 香港 | 紅磡體育館         | 陳奕迅、葉蒨文、容祖儿 張衛健、草蜢         |
| 2002年9月15日 | 香港 | 香港 | 紅磡體育館         | 陳奕迅、葉蒨文、容祖儿、薛家燕 張衛健、草蜢 |
| 第二階段      |      |      |                    |                                             |
| 2003年1月18日 | 廣州 | 中國 | 天河體育中心體育馆 | Boy'z                                       |
| 2003年1月19日 | 廣州 | 中國 | 天河體育中心體育馆 | Boy'z                                       |

## DVD版曲目
01. Opening
02. Ichiban興奮
03. 二人世界盃
04. 飛線
05. 你是我的UFO - 迎春花矛盾版
06. 一面之緣╱容祖兒．Twins
07. 健康歌（國語）
08. 跅跅步哈姆太郎
09. 200%咒語
10. 有所不知
11. 梨渦淺笑
12. 給愛麗斯╱陳奕迅．Twins - 排練花絮
13. 愛情當入樽
14. 明愛暗戀補習社
15. 戀愛大過天
16. 朋友仔
17. 大浪漫主義
18. 眼紅紅 - Talk
19. Medley：學生手冊、哥哥
20. Medley：豬腩肉、舊歡如夢、熱咖啡（後兩者為翻唱譚炳文、汪明荃歌曲）
21. 皆大歡喜╱薛家燕．Twins - 入行倒數
22. 和平日 - 真情對白
23. 我們的紀念冊
24. 女校男生 - Talk
25. Ichiban興奮 - Finale